# Shen Hanwu
Dans ce nom, le nom de famille, Shen, précède le nom personnel.
Shen Hanwu (沈漢武 en caractères chinois) est un peintre chinois né en 1950.
Dès 1971 ses œuvres étaient publiées et exposées.

## Liens
- sur Quent Cordair Fine Art (en)
- sur Art Renewal Center (en)
- sur Qingyunlai Art (zh)